# 林梦飞
林梦飞（1909年7月—1994年），男，台湾台北人，中国军事人物、政治人物，曾任民革中央委员，福建省政协副主席。
第八屆中央監委常委
1949年8月底，林夢飛隨身攜帶廈門軍事佈防圖，化裝為漁民，背著撈魚簍子，從高崎乘渡船來到集美，輾轉來到中國水頭巷內村，再從巷內村坐船到對岸的安海蕭下村找蕭前務，由蕭報告中共泉州地下黨。林夢飛籍此成功實現投共叛變國民黨政府。